# Солтановка (Буда-Кошелёвский район)
Солтановка (бел. Салтанаўка) — деревня в Липиничском сельсовете Буда-Кошелёвского района Гомельской области Белоруссии.

## География

### Расположение
В 19 км на север от районного центра и железнодорожной станции Буда-Кошелёвская (на линии Жлобин — Гомель), 67 км от Гомеля.

### Гидрография
На востоке и западе мелиоративные каналы.

## Транспортная сеть
Транспортные связи по просёлочной, затем автомобильной дороге Чечерск — Буда-Кошелёво. Планировка состоит из короткой, чуть изогнутой улицы, ориентированной с юго-востока на северо-запад и застроенной деревянными домами усадебного типа.

## История
По письменным источникам известна с XIX века. В 1925 году в Буда-Люшевском сельсовете Буда-Кошелёвского района Бобруйского округа. В 1929 году организован колхоз. На фронтах Великой Отечественной войны погибли 43 жителя деревни. В 1959 году в составе колхоза «Юбилейный» (центр — деревня Неговка).

## Население

### Численность
- 2004 год — 12 хозяйств, 28 жителей.

### Динамика
- 1858 год — 8 дворов, 76 жителей.
- 1896 год — 26 дворов.
- 1925 год — 40 дворов.
- 1959 год — 256 жителей (согласно переписи).
- 2004 год — 12 хозяйств, 28 жителей.
- 2011 год - 4 хозяйства, 6 жителей.